# Dina Fagimowna Garipowa
Dina Fagimowna Garipowa (russisch Дина Фагимовна Гарипова, tatarisch Динә Фәһим кызы Гарипова, Dinä Fähim kızı Garipova; * 25. März 1991 in Selenodolsk) ist eine russische Sängerin aus der Republik Tatarstan. 
2012 gewann sie in Moskau die russische Version von The Voice (Golos) des Senders Perwy kanal. Am 19. Februar 2013 wurde nach einer internen Wahl jenes Senders bekannt gegeben, dass Garipowa Russland beim Eurovision Song Contest 2013 in Malmö mit dem Lied What If vertreten wird. Nach bestandenem Halbfinale schaffte sie den fünften Platz im Finale.